# Наврузов Іхтійор Карімович
Іхтійор Карімович Наврузов (узб. Ихтиёр Наврузов; нар. 5 липня 1989, Бухара, Узбецька РСР) — узбецький борець вільного стилю, срібний призер чемпіонату світу, чемпіон, дворазовий срібний та дворазовий бронзовий призер чемпіонатів Азії, дворазовий бронзовий призер Азійських ігор, бронзовий призер Олімпійських ігор.

## Біографія
Боротьбою почав займатися з 1999 року. Був бронзовим призером чемпіонату світу 2008 року серед юніорів, срібним (2008) та бронзовим (2007) призером чемпіонатів Азії серед юніорів, срібним (2006) та бронзовим (2004) призером чемпіонатів Азії серед кадетів. Виступає за спортивне товариство «Динамо», Ташкент.
За здобуту бронзову нагороду Олімпіади Президент Узбекистану Іслам Карімов підписав розпорядження про преміювання Іхтійора Наврузова грошовою винагородою у розмірі 75 тис. доларів США.

## Спортивні результати на міжнародних змаганнях

### Виступи на Олімпіадах
| Змагання                    | Збірна     | Вагова категорія          | Місце  |
| --------------------------- | ---------- | ------------------------- | ------ |
| Літні Олімпійські ігри 2012 | Узбекистан | вільна боротьба, до 66 кг | 9      |
| Літні Олімпійські ігри 2016 | Узбекистан | вільна боротьба, до 65 кг | Бронза |

### Виступи на Чемпіонатах світу
| Змагання                        | Збірна     | Вагова категорія          | Місце  |
| ------------------------------- | ---------- | ------------------------- | ------ |
| Чемпіонат світу з боротьби 2007 | Узбекистан | вільна боротьба, до 60 кг | 23     |
| Чемпіонат світу з боротьби 2010 | Узбекистан | вільна боротьба, до 66 кг | 22     |
| Чемпіонат світу з боротьби 2011 | Узбекистан | вільна боротьба, до 66 кг | 11     |
| Чемпіонат світу з боротьби 2014 | Узбекистан | вільна боротьба, до 65 кг | 15     |
| Чемпіонат світу з боротьби 2015 | Узбекистан | вільна боротьба, до 65 кг | Срібло |
| Чемпіонат світу з боротьби 2017 | Узбекистан | вільна боротьба, до 70 кг | 10     |
| Чемпіонат світу з боротьби 2018 | Узбекистан | вільна боротьба, до 70 кг | 7      |
| Чемпіонат світу з боротьби 2019 | Узбекистан | вільна боротьба, до 70 кг | 8      |

### Виступи на Чемпіонатах Азії
| Змагання                       | Збірна     | Вагова категорія          | Місце  |
| ------------------------------ | ---------- | ------------------------- | ------ |
| Чемпіонат Азії з боротьби 2010 | Узбекистан | вільна боротьба, до 66 кг | Бронза |
| Чемпіонат Азії з боротьби 2011 | Узбекистан | вільна боротьба, до 66 кг | Срібло |
| Чемпіонат Азії з боротьби 2017 | Узбекистан | вільна боротьба, до 70 кг | Срібло |
| Чемпіонат Азії з боротьби 2018 | Узбекистан | вільна боротьба, до 70 кг | Золото |
| Чемпіонат Азії з боротьби 2019 | Узбекистан | вільна боротьба, до 70 кг | 12     |
| Чемпіонат Азії з боротьби 2021 | Узбекистан | вільна боротьба, до 74 кг | Бронза |
| Чемпіонат Азії з боротьби 2022 | Узбекистан | вільна боротьба, до 74 кг | 5      |

### Виступи на Азійських іграх
| Змагання                        | Збірна     | Вагова категорія          | Місце  |
| ------------------------------- | ---------- | ------------------------- | ------ |
| Азійські ігри 2010              | Узбекистан | вільна боротьба, до 66 кг | 5      |
| Азійські ігри 2014              | Узбекистан | вільна боротьба, до 65 кг | Бронза |
| Азійські ігри в приміщенні 2017 | Узбекистан | вільна боротьба, до 70 кг | Бронза |

### Виступи на Кубках світу
| Змагання                    | Збірна     | Вагова категорія          | Місце |
| --------------------------- | ---------- | ------------------------- | ----- |
| Кубок світу з боротьби 2007 | Узбекистан | вільна боротьба, до 60 кг | 6     |
| Кубок світу з боротьби 2009 | Узбекистан | вільна боротьба, до 66 кг | 5     |
| Кубок світу з боротьби 2010 | Узбекистан | вільна боротьба, до 66 кг | 7     |
| Кубок світу з боротьби 2011 | Узбекистан | вільна боротьба, до 66 кг | 7     |

### Виступи на інших змаганнях
| Змагання                                                     | Збірна     | Вагова категорія          | Місце  |
| ------------------------------------------------------------ | ---------- | ------------------------- | ------ |
| Золотий Гран-прі з боротьби 2010 (Баку)                      | Узбекистан | вільна боротьба, до 66 кг | 5      |
| Київський Міжнародний турнір з боротьби 2012                 | Узбекистан | вільна боротьба, до 66 кг | 8      |
| Олімпійський кваліфікаційний турнір з боротьби 2012 (Астана) | Узбекистан | вільна боротьба, до 66 кг | Золото |
| Турнір Чорного моря 2012                                     | Узбекистан | вільна боротьба, до 66 кг | Золото |
| Київський Міжнародний турнір з боротьби 2013                 | Узбекистан | вільна боротьба, до 74 кг | 32     |
| Турнір Олександра Медведя 2013                               | Узбекистан | вільна боротьба, до 66 кг | 5      |
| Літня Універсіада 2013                                       | Узбекистан | вільна боротьба, до 66 кг | 5      |
| Турнір Дмитра Коркіна 2013                                   | Узбекистан | вільна боротьба, до 66 кг | Бронза |
| Міжнародний турнір Дінмухамеда Кунаєва 2013                  | Узбекистан | вільна боротьба, до 66 кг | Золото |
| Гран-прі «Іван Яригін» 2014                                  | Узбекистан | вільна боротьба, до 70 кг | 18     |
| Турнір Олександра Медведя 2014                               | Узбекистан | вільна боротьба, до 70 кг | 19     |
| Турнір Алі Алієва 2014                                       | Узбекистан | вільна боротьба, до 65 кг | 11     |
| Міжнародний турнір Дінмухамеда Кунаєва 2014                  | Узбекистан | вільна боротьба, до 65 кг | Бронза |
| Турнір Олександра Медведя 2015                               | Узбекистан | вільна боротьба, до 65 кг | 15     |
| Турнір Яшара Догу 2015                                       | Узбекистан | вільна боротьба, до 65 кг | 5      |
| Турнір Алі Алієва 2015                                       | Узбекистан | вільна боротьба, до 65 кг | 7      |
| Pro Wrestling League 2015                                    | Узбекистан | команда                   | 5      |
| Меморіал Вацлава Циолковського 2016                          | Узбекистан | вільна боротьба, до 70 кг | Срібло |
| Гран-прі Німеччини з боротьби 2016                           | Узбекистан | вільна боротьба, до 70 кг | 7      |
| Турнір Яшара Догу 2017                                       | Узбекистан | вільна боротьба, до 70 кг | 10     |
| Ігри ісламської солідарності 2017                            | Узбекистан | вільна боротьба, до 70 кг | 5      |
| Кубок Ахмата Кадирова 2017                                   | Узбекистан | команда                   | 5      |
| Турнір Г. Картозія і В. Балавадзе 2018                       | Узбекистан | вільна боротьба, до 74 кг | 22     |
| Турнір Дмитра Коркіна 2018                                   | Узбекистан | вільна боротьба, до 70 кг | Бронза |
| Турнір Дана Колова — Николи Петрова 2019                     | Узбекистан | вільна боротьба, до 70 кг | 13     |
| Турнір Олександра Медведя 2019                               | Узбекистан | вільна боротьба, до 70 кг | Бронза |
| Турнір Аланії з боротьби 2019                                | Узбекистан | вільна боротьба, до 70 кг | 23     |
| Київський Міжнародний турнір з боротьби 2021                 | Узбекистан | вільна боротьба, до 74 кг | 32     |
| Меморіал Болата Турлиханова 2022                             | Узбекистан | вільна боротьба, до 74 кг | 5      |
| Ігри ісламської солідарності 2022                            | Узбекистан | вільна боротьба, до 74 кг | Бронза |

### Виступи на змаганнях молодших вікових груп
| Змагання                                      | Збірна     | Вагова категорія          | Місце  |
| --------------------------------------------- | ---------- | ------------------------- | ------ |
| Чемпіонат Азії з боротьби серед кадетів 2004  | Узбекистан | вільна боротьба, до 50 кг | Бронза |
| Чемпіонат Азії з боротьби серед кадетів 2005  | Узбекистан | вільна боротьба, до 58 кг | 5      |
| Чемпіонат Азії з боротьби серед кадетів 2006  | Узбекистан | вільна боротьба, до 58 кг | Срібло |
| Чемпіонат Азії з боротьби серед юніорів 2007  | Узбекистан | вільна боротьба, до 66 кг | Бронза |
| Чемпіонат Азії з боротьби серед юніорів 2008  | Узбекистан | вільна боротьба, до 66 кг | Срібло |
| Чемпіонат світу з боротьби серед юніорів 2008 | Узбекистан | вільна боротьба, до 66 кг | Бронза |
| Чемпіонат світу з боротьби серед юніорів 2009 | Узбекистан | вільна боротьба, до 66 кг | 8      |